# Karate-Europameisterschaften der Jugend, Junioren & U21 2020
Die 47. Karate-Europameisterschaften der European Karate Federation für die Jugend, Junioren und U21 wurden vom 7. bis 9. Februar 2020 in Budapest in Ungarn ausgetragen. Insgesamt starteten 1183 Teilnehmer aus 52 Nationen.

## Medaillen Herren

### Jugend (Kadetten)
| Kategorie     | Gold             | Silber                 | Bronze                                    |
| ------------- | ---------------- | ---------------------- | ----------------------------------------- |
| Kata          | Furkan Kaynar    | Alejandro Jimenez Diaz | Thomas Galeotti Adam Bardos               |
| Kumite -52 kg | Muhammed Özdemir | Mher Ghararyan         | Emre Saljiu Mert Halici                   |
| Kumite -57 kg | Farid Savadov    | Domink Dziuda          | Erik Rahozenko Valiko Poniava             |
| Kumite -63 kg | Luan Veras       | Lev Muhamadeev         | Zsamoran Cabello Shotte Andrija Danilovic |
| Kumite -70 kg | Eduard Gasparian | Domink Keselak         | Artjom Jermolaev Gvidas Disle             |
| Kumite +70 kg | Leonard Moise    | Martin Elias           | Konstantin Kokovurov Mihaklo Vasilic      |

### Junioren
| Kategorie     | Gold              | Silber            | Bronze                               |
| ------------- | ----------------- | ----------------- | ------------------------------------ |
| Kata          | Enes Özdemir      | Adam Stelcl       | Danila Brantov Oscar Garcia Cuadrado |
| Kumite -55 kg | Sultan Huseynov   | Niklas Tamse      | Bojan Kostov Gabriel Paula           |
| Kumite -61 kg | Oleksii Hotsuliak | Ryan Gari         | Akhmed Akhmedov Aminagha Guliyev     |
| Kumite -68 kg | Faruk Omer Yurur  | Daniele De Vivo } | Betim Maliqi Daniil Peskov           |
| Kumite -76 kg | Farid Aghayev     | Alperen Yaman     | Matteo Fiore Arben Pjetraj           |
| Kumite +76 kg | Osman Osmanli     | Florentin Tanas   | Mikita Haiko Adam Dvorak             |

### Kata-Team
| Kategorie         | Gold                                                | Silber                                                                            | Bronze                                                                                                  |
| ----------------- | --------------------------------------------------- | --------------------------------------------------------------------------------- | --- |
| Kadetten/Junioren | Türkei Furkan Kaynar Enes Özdemir Omer Berat Kaynar | Spanien Oscar Cuadrado Garcia Alfie Belchier Bannister Salvador Cisneros Balbuena | Italien Pietro Binotto Federico Arnone Cristian Villano Frankreich Fabien Tran Haron Weiss Hugo Poisson |

### U21
| Kategorie     | Gold                       | Silber                  | Bronze                                      |
| ------------- | -------------------------- | ----------------------- | ------------------------------------------- |
| Kata          | Frank Ngoan                | Vladimir Mijac          | Konstantin Sutiagin Enrik Julian Smoliga    |
| Kumite -60 kg | Faruk Omer Ates            | Christos-Stefanos Xenos | Ilia Savin Enzo Berthon                     |
| Kumite -67 kg | Younesse Salmi             | Bojan Boskovic          | Abdurrahim Omer Özer Roberto Ackovski       |
| Kumite -75 kg | Tiago Almeida              | Christopher Nielsen     | Zurab Giorgadze Asiman Memedov              |
| Kumite -84 kg | Konstantinos Mastrogiannis | Adi Gyurik              | Renato Resetar Andrii Zaplitnyi             |
| Kumite +84 kg | Ihor Lahunov               | Predrag Smolović        | Benjamin Shabini Cran Christopher Mc Carthy |

## Medaillen Damen

### Jugend (Kadetten)
| Kategorie     | Gold              | Silber               | Bronze                               |
| ------------- | ----------------- | -------------------- | ------------------------------------ |
| Kata          | Sonia Inzoli      | Azahara Perez Alvez  | Rita Siebert Damla Su Türemen        |
| Kumite -47 kg | Margot Soulier    | Renée Stein          | Kristina Tsvetanova Muserref Özdemir |
| Kumite -54 kg | Erika Batakujevic | Emma Marie Elisabeth | Mia Bitsch Golovina Varvera          |
| Kumite +54 kg | Hanna Devigili    | Klara Muzikarova     | Allita Popova Darya Trebka           |

### Juniorinnen
| Kategorie     | Gold                 | Silber               | Bronze                            |
| ------------- | -------------------- | -------------------- | --------------------------------- |
| Kata          | Matilde Galassi      | Antonia Moysidou     | Younmi Novo Zsofia Kiss           |
| Kumite -48 kg | Dalma Jakubovics     | Hazel Balik          | Aleksandra Grujic Constanca Matos |
| Kumite -53 kg | Lilly Niamh Cosgrove | Brankica Negovanovic | Zhanna Kosti Simay Tokcan         |
| Kumite -59 kg | Emma Marie Elisabeth | Ayla Rzazade         | Hanna Devigli Oksana Bazeliuk     |
| Kumite +59 kg | Marta Chico Pascual  | Sanya Petkova        | Amelie Lücke Sara Krivdova        |

### Kata-Team
| Kategorie            | Gold                                                 | Silber                                                                    | Bronze                                                                                                |
| -------------------- | ---------------------------------------------------- | ------------------------------------------------------------------------- | --- |
| Kadetten/Juniorinnen | Italien Orsola D'onofrio Michela Rizzo Elena Roversi | Spanien Sabrina Medero Savoy Maria San Francisco Jerez Blanca Garcia Ruiz | Kroatien Inga Grgic Stela Horvat Sabina Petkovic Türkei Zehra Kaya Sule Azra Akbulut Damla Su Türemen |

### U21
| Kategorie     | Gold              | Silber                 | Bronze                                 |
| ------------- | ----------------- | ---------------------- | -------------------------------------- |
| Kata          | Carola Casale     | Arzu Firdevs Koc       | Laetitia Feracci Raquel Roy Rubio      |
| Kumite -50 kg | Nicole Murabito   | Gulsen Demirturk       | Ines Grdenic Valeriya Sergeeva         |
| Kumite -55 kg | Veronica Brunori  | Sara Heurtault         | Maya Schaerer Albulena Gervalla        |
| Kumite -61 kg | Anna Rodina       | Alessandra Mangiacapra | Sara Elwart Nin Radjenovic             |
| Kumite -68 kg | Lea Avazeri       | Victoria Isaeva        | Madeleine Schroeter Maryia Aliakseyeva |
| Kumite +68 kg | Ana Rita Oliveira | Eda Eltemur            | Kinga Harast Sarah Lina Mimouni        |

## Medaillenspiegel
Ausrichter 
| Platz | Land           | Gold | Silber | Bronze | Gesamt |
| ----- | -------------- | ---- | ------ | ------ | ------ |
| 1     | Türkei         | 6    | 3      | 6      | 15     |
| 2     | Frankreich     | 4    | 2      | 4      | 10     |
| 3     | Aserbaidschan  | 4    | 1      | 3      | 8      |
| 4     | Italien        | 3    | 3      | 4      | 10     |
| 5     | Spanien        | 2    | 4      | 3      | 9      |
| 6     | Ukraine        | 2    | 0      | 4      | 6      |
| 7     | Ungarn         | 2    | 0      | 3      | 5      |
| 8     | England        | 2    | 0      | 0      | 2      |
| 9     | Russland       | 1    | 3      | 8      | 12     |
| 10    | Rumänien       | 1    | 2      | 0      | 3      |
|       | Griechenland   | 1    | 2      | 0      | 3      |
| 12    | Portugal       | 1    | 1      | 2      | 4      |
| 13    | Schottland     | 1    | 1      | 0      | 2      |
| 14    | Kroatien       | 1    | 0      | 5      | 6      |
| 15    | Deutschland    | 1    | 0      | 4      | 5      |
| 16    | Österreich     | 1    | 0      | 2      | 3      |
| 17    | Belarus        | 1    | 0      | 1      | 2      |
| 18    | Norwegen       | 1    | 0      | 0      | 1      |
| 19    | Slowakei       | 0    | 3      | 2      | 5      |
|       | Montenegro     | 0    | 3      | 2      | 5      |
| 21    | Serbien        | 0    | 1      | 2      | 3      |
| 22    | Dänemark       | 0    | 1      | 1      | 2      |
| 23    | Armenien       | 0    | 1      | 0      | 1      |
|       | Bulgarien      | 0    | 1      | 0      | 1      |
|       | Slowenien      | 0    | 1      | 0      | 1      |
|       | Polen          | 0    | 1      | 0      | 1      |
|       | Tschechien     | 0    | 1      | 0      | 1      |
| 28    | Kosovo         | 0    | 0      | 4      | 4      |
| 29    | Nordmazedonien | 0    | 0      | 2      | 2      |
|       | Georgien       | 0    | 0      | 2      | 2      |
| 31    | Schweden       | 0    | 0      | 1      | 1      |
|       | Lettland       | 0    | 0      | 1      | 1      |
|       | Schweiz        | 0    | 0      | 1      | 1      |
|       | Litauen        | 0    | 0      | 1      | 1      |
|       | Belgien        | 0    | 0      | 1      | 1      |
|       | Irland         | 0    | 0      | 1      | 1      |
| Total | Total          | 35   | 35     | 70     | 140    |